# Roberto Arias
Roberto E. Arias (ur. 1918, zm. 22 listopada 1989) – panamski prawnik, dyplomata i dziennikarz, syn prezydenta Harmodio Ariasa i mąż baleriny Margot Fonteyn.

## Życiorys
Roberto Arias urodził się w 1918 roku w rodzinie późniejszego prezydenta Panamy, Harmodio Ariasa. Studiował w St John’s College na Uniwersytecie Cambridge. W latach 1942–1946 wydawał rodzinną gazetę, El Panamá América.
W 1955 roku Arias ożenił się z brytyjską baleriną Margot Fonteyn, co poprzedził rozwód z poprzednią żoną, którą zostawił z trójką dzieci. Po ślubie został ministrem pełnomocnym w Wielkiej Brytanii.
W 1959 roku Arias popadł w konflikt z rządem panamskim i prezydentem Ernesto de la Guardią, postanowił wtedy przeprowadzić zamach stanu. O pomoc zwrócił się do Fidela Castro, który kilka miesięcy wcześniej zdobył władzę na Kubie. Castro ofiarował Ariasowi usługi ponad setki kubańskich najemników. Arias i Fonteyn udali się następnie w stronę Panamy jachtem. Na wybrzeżu, ok. 150 km na północ od Panamy spotkali się z oddziałem rebeliantów. Fonteyn samotnie udała się natomiast w stronę stolicy, by zadbać o odwrócenie uwagi władz. Oboje zostali aresztowani, ale na skutek interwencji brytyjskiego ambasadora Fonteyn zwolniono, zaś dwa miesiące później ukrywającego się w brazylijskiej ambasadzie Ariasa deportowano.
Po upadku rządów de la Guardii powrócił z żoną do Panamy. W maju 1964 roku wybrano go do Zgromadzenia Narodowego, jednak po dwóch miesiącach został postrzelony w sprzeczce w Panamie przez swojego przyjaciela i politycznego współpracownika, Alberto Jiménez. Prawdopodobnie zajście było spowodowane domniemanym romansem Ariasa z żoną Jiméneza. W wyniku wypadku spędził 18 miesięcy w brytyjskich szpitalach oraz resztę życia na wózku inwalidzkim.
Zmarł 22 listopada 1989 roku w Panamie.